# Ronald D. Moore

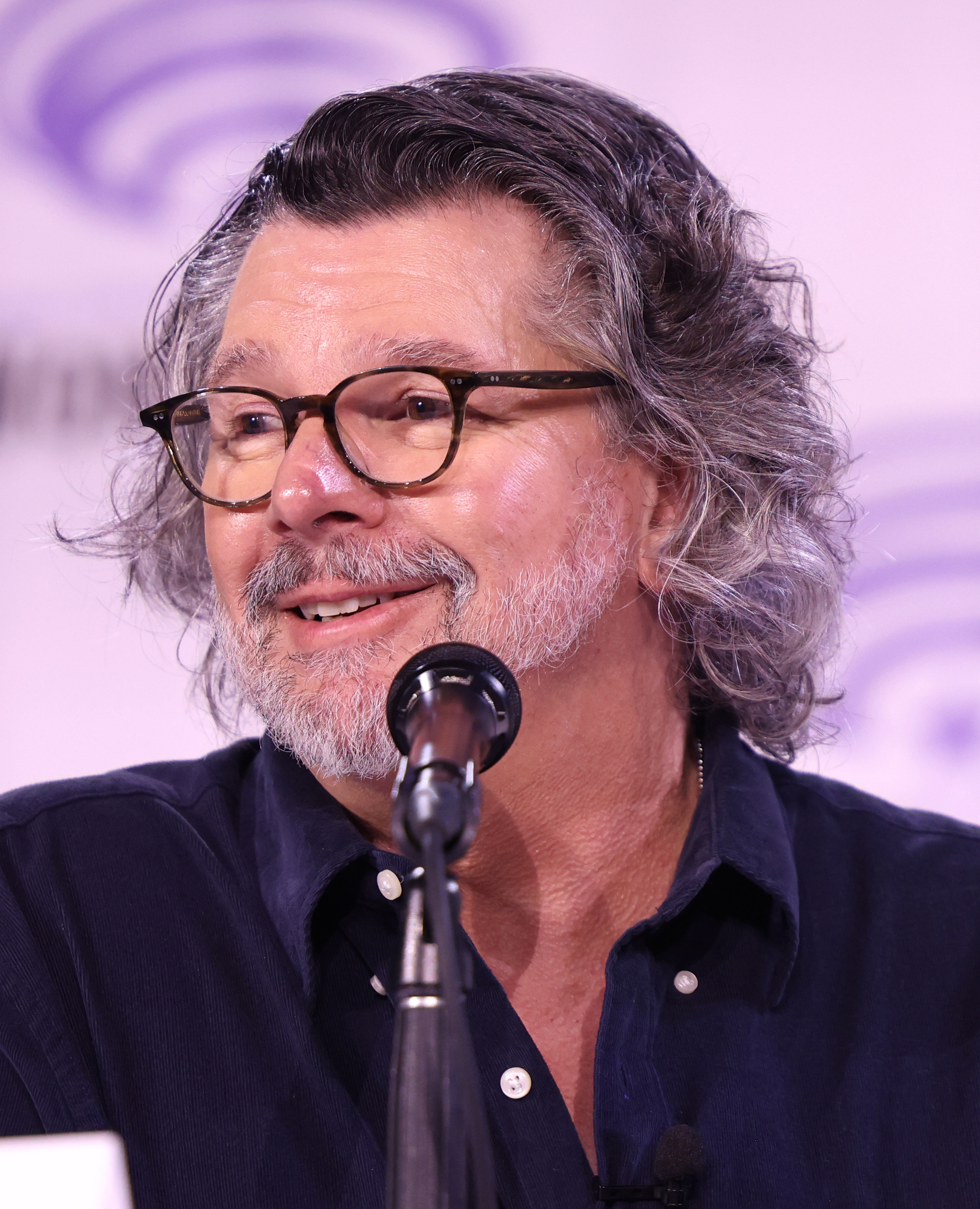
Ronald D. Moore (2025)

Ronald Dowl Moore (* 5. Juli 1964 in Chowchilla, Kalifornien, USA) ist ein US-amerikanischer Film- und Fernsehproduzent, Drehbuchautor und Schauspieler.
Ronald D. Moore hat an vielen Film- und Fernsehprojekten mitgearbeitet, unter anderem Star Trek: Treffen der Generationen, Star Trek: Der erste Kontakt und Mission: Impossible II. Er ist der Produzent und Entwickler der sehr erfolgreichen US-Fernsehserie Battlestar Galactica (2003) und war auch an anderen Serien wie Roswell (1999), Raumschiff Enterprise – Das nächste Jahrhundert, Star Trek: Deep Space Nine (1993), Star Trek: Raumschiff Voyager (1995) und Carnivàle (2003) beteiligt.

## Leben
Moore verbrachte seine Kindheit in Chowchilla. Sein Vater war Lehrer. Nach der High School begann Moore ein Studium an der Cornell University in Politikwissenschaften. Moore besaß anfangs noch ein Stipendium der US Navy. Nachdem er jedoch das Interesse verloren hatte, brach er sein Studium ab. Er diente einen Sommer lang auf der Fregatte USS W. S. Sims.

## Werk

### Raumschiff Enterprise: Das nächste Jahrhundert

Logo von The Next Generation

Im Jahr 1988 besuchte Moore die Sets der Science-Fiction-Serie Raumschiff Enterprise – Das nächste Jahrhundert. Dabei schaffte er es, einem Assistenten von Gene Roddenberry eines seiner Drehbücher zukommen zu lassen. Dieser half Moore, über einen Agenten dieses Drehbuch an die richtigen Stellen durchzureichen. Etwa sieben Monate später las Produzent Michael Piller das Drehbuch, kaufte es und produzierte daraus die Episode The Bonding (in Deutschland unter dem Titel Mutterliebe ausgestrahlt), die Teil der dritten Staffel wurde.
Moore wurde dazu verpflichtet, ein weiteres Drehbuch zu schreiben, das ihm eine Arbeitsstelle als Story Editor einbrachte. Zwei Jahre später wurde er Koproduzent, dann Produzent für die abschließende Staffel (1994).
Moore entwickelte unter den Drehbuchautoren einen Ruf als der Experte für Klingonen, da er einige Episoden entwarf, die die klingonische Rasse und Kultur näher beschreiben. Dazu zählen Sins of the Father (Die Sünden des Vaters), in der die klingonische Heimatwelt und das politische System der Klingonen näher beschrieben wird, sowie Reunion (Tödliche Nachfolge), Redemption (Der Kampf um das klingonische Reich), Ethics (Die Operation) und Rightful Heir (Der rechtmäßige Erbe).
Während seiner Zeit bei Das nächste Jahrhundert schrieb Moore 27 Episoden, davon einen Teil als Mitautor. Mehrfach arbeitete er mit Brannon Braga zusammen, was so gut funktionierte, dass beide die Abschlussdoppelepisode Gestern, heute, morgen schreiben durften. Sie gewann einen Hugo Award im Jahr 1995 und wurde für den Emmy nominiert.
Moore und Braga schrieben zusammen außerdem die Drehbücher für die beiden Kinofilme Star Trek: Treffen der Generationen und Star Trek: Der erste Kontakt.

### Star Trek: Deep Space Nine
Moore schloss sich nach dem Ende von Das nächste Jahrhundert dem Produktionsstab von Star Trek: Deep Space Nine zur dritten Staffel an. Hier arbeitete er zuerst als Supervising Producer, für die letzten beiden Jahre der Serie als Co-Executive Producer. Während dieser Zeit arbeitete er wieder mit Braga an einem Drehbuch für einen neuen Star-Trek-Film, nämlich Star Trek: Der erste Kontakt. Sein Drehbuch für Mission: Impossible II, das ebenfalls in dieser Zeit entstand, wurde von Robert Towne überarbeitet, dennoch wurde Moore im Abspann erwähnt.
Während seiner Zeit bei Deep Space Nine schrieb Moore weiter Episoden, die sich mit der klingonischen Kultur befassten. Darunter waren Das Haus des Quark, Die Söhne von Mogh, Das Gefecht, Gefährliche Liebschaften, Martoks Ehre, Klingonische Tradition und Der Dahar-Meister. Er arbeitete ebenfalls an Episoden, die sich mit umstrittenen Themen wie Genmanipulation (Dr. Bashirs Geheimnis als Hauptautor) oder gleichgeschlechtlicher Liebe befassten. Die Episode, in der der erste gleichgeschlechtliche Kuss bei Star Trek gezeigt wurde (Wiedervereinigt), wurde von Moore mitgeschrieben. Mit Der Funke des Lebens ließ Moore den beliebten Charakter des Bareil Antos sterben, während dieser einen Friedensvertrag ausarbeitet.
Während seiner Zeit bei Deep Space Nine versuchte Moore auch, intensiver mit Fans der Serie zu kommunizieren: Er postete regelmäßig in Foren und diskutierte mit Zuschauern, eine Vorgehensweise, die er bei Battlestar Galactica mit Weblogs und Podcasts beibehielt.

### Star Trek: Voyager
Mit dem Ende von Deep Space Nine im Jahr 1999 wechselte Moore zum Team der Serie Star Trek: Raumschiff Voyager, die kurz vor Beginn der Dreharbeiten der sechsten Staffel stand. Nur wenige Wochen später jedoch verließ Moore das Produktionsteam wieder, seine einzigen Beiträge waren die Episoden Überlebensinstinkt und Die Barke der Toten. Moore hatte für die Entwicklung der Serienhandlung eine Richtung im Sinn, die von den meisten anderen Beteiligten abgelehnt wurde und auch von den Fans kontrovers diskutiert wurde. 2013 erklärte er in einem rückblickenden Interview, dass seine damaligen Pläne sich nicht im Rahmen von Star Trek hätten verwirklichen lassen:

“The truth was, it was still Star Trek, and I think there were things I wanted to do with Voyager that I could never really accomplish. I couldn’t do those things until I went to Battlestar. […] I don’t know that I really could have done that at Star Trek, […] because the show was not designed to tell that kind of story and it really would have flown in the face of a lot of things Gene [Roddenberry] had set up and that he had said were important to him. So I think I probably had somewhat unrealistic goals of where I wanted to go [with Voyager], but then I found an opportunity to do them on Battlestar.”

„Die Wahrheit ist, es war immer noch Star Trek, und ich denke es gab Dinge, die ich mit Voyager machen wollte, die ich nie wirklich erreichen konnte. Ich konnte diese Dinge nicht tun, bis ich zu Battlestar ging. […] Ich weiß, dass ich das wirklich nicht bei Star Trek hätte tun können, […] weil die Serie nicht dafür gemacht war, eine solche Geschichte zu erzählen und es wäre wirklich in starken Konflikt mit einer Menge von Dingen geraten, die Gene [Roddenberry] entwickelt hatte und von denen er gesagt hatte, dass sie ihm wichtig waren. Ich denke also, dass ich vermutlich ein bisschen unrealistische Ziele davon hatte, wohin ich [mit Voyager] gehen wollte, aber dann fand ich die Möglichkeit, sie bei Battlestar zu verwirklichen.“

Im Januar 2000 meinte Moore im Interview mit der Zeitschrift Cinescape, dass in diesem Zusammenhang vor allem persönliche Differenzen mit Brannon Braga zu seinem frühen Ausscheiden geführt hätten:

“I have very hurt feelings about Brannon. What happened between he and I is just between he and I. It was a breakdown of trust. I would have quit any show where I was not allowed to participate in the process like that. I wasn’t allowed to participate in the process, and I wasn’t part of the show. I felt like I was freelancing my own show. … I was very disappointed that my long-time friend and writing partner acted in that manner, that crossed lines to the point where I felt like I had to walk away from Star Trek, which was something that meant a lot to me for a very long time, from my childhood right through my entire professional career.”

„Betreffend Brannon habe ich verletzte Gefühle. Was zwischen ihm und mir passiert ist, war nur zwischen ihm und mir. Unser Vertrauen zueinander war total weg. Ich hätte jede Serie verlassen, bei der es mir auf diese Weise nicht erlaubt gewesen wäre, mitzuarbeiten. Mir wurde nicht erlaubt, wirklich bei der Entwicklung mitzuarbeiten, und ich war kein Teil der Serie. Ich habe mich gefühlt, als ob ich völlig allein an meiner eigenen Serie gearbeitet hätte… Ich war sehr enttäuscht, dass mein langjähriger Freund und Schreibpartner sich so verhalten hat, das hat eine Linie überschritten bis hin zu einem Punkt, wo ich fühlte, dass ich von Star Trek weg musste, was mir sehr lange sehr viel bedeutet hat, seit meiner Kindheit durch mein gesamtes Berufsleben.“

Nachdem Raumschiff Voyager beendet worden war, versöhnten sich Moore und Braga. Zusammen sind sie auf den Kommentaren zu Star Trek: Treffen der Generationen und Star Trek: Der erste Kontakt zu hören.

### NachStar Trek:Good vs. Evil,Roswell, und andere
Nachdem Moore Raumschiff Voyager verlassen hatte, arbeitete er kurzzeitig als Consulting Producer bei der Serie Good vs. Evil, bevor er bei der Serie Roswell als Co-Executive Producer und Autor mitarbeitete. Moore arbeitete hier von 2000 bis 2002 und produzierte somit die Staffeln 2 und 3. Zusammen mit Jason Katims leitete er die Produktion somit bis zum Finale. Bei Roswell stammen unter anderem die Episoden Fragen über Fragen, Tod um Mitternacht und das Serienfinale Der Abschied (mit Katims) aus seiner Feder.
Moore entwickelte während dieser Zeit einen Pilotfilm für das Netzwerk The WB, der auf dem Drachenreiter-von-Pern-Zyklus von Anne McCaffrey basierte. Die Arbeit an diesem Projekt wurde jedoch eingestellt, da es zwischen Moore und The WB zu Unstimmigkeiten kam. The WB versuchte, die Handlung so zu ändern, dass sie der ursprünglichen Story nicht mehr ähnelte. Moore, ein Fan der Bücher, lehnte es ab, weiter an dem Pilotfilm zu arbeiten. Er gab daraufhin die Rechte an der Serie an Anne McCaffrey zurück.

Logo von Carnivàle

2002 schlug David Eick Moore vor, eine vierstündige Miniserie mit dem Titel Battlestar Galactica für Universal Studios zu drehen. Moore hatte bereits bei Good vs. Evil mit Eick zusammengearbeitet. Moore entwickelte die Miniserie mit Eick, schrieb die Drehbücher und plante eine Hintergrundgeschichte, aus der eine Serie werden sollte, falls die Miniserie zum Erfolg würde. Zur gleichen Zeit schlug HBO Moore vor, eine Serie namens Carnivàle zu drehen, engagierten als Produzenten dann jedoch Henry Bromell und boten Moore eine Stelle als beratender Drehbuchschreiber an. Moore nahm die Stelle an, als aber Bromell kurz nach Produktionsstart die Serie verließ, wurde Moore doch leitender Produzent. Während Moore das erste Jahr bei Carnivàle arbeitete, organisierte Eick die Dreharbeiten der Galactica-Miniserie in Kanada.
Battlestar Galactica wurde 2003 mit Rekordeinschaltquoten ausgestrahlt, sie war die Serie mit den höchsten Einschaltquoten auf Syfy im ganzen Jahr 2003 und die beste Miniserie im Kabelfernsehen. Nachdem Carnivàle die erste Staffel beendet hatte und Syfy eine Staffel mit 13 Episoden von Battlestar Galactica bestellte, verließ Moore Carnivàle, um bei Galactica als Produzent zu arbeiten.

### Battlestar Galactica

Logo von Battlestar Galactica

Nach der Miniserie als „Pilotfilm“ startete Battlestar Galactica als wöchentliche Serie im Oktober 2004 im Vereinigten Königreich und im Januar 2005 in den Vereinigten Staaten.
Im Gegensatz zur Originalserie von 1978 wirkte Moores Verfilmung des Stoffes sehr viel realistischer und bodenständiger. Im Januar 2000 sprach Moore in einem Interview mit Cinescape an, was er für das Grundproblem mit Voyager hielt:

“The premise has a lot of possibilities. Before it aired, I was at a convention in Pasadena, and Sternbach and Okuda were on stage, and they were answering questions from the audience about the new ship. It was all very technical, and they were talking about the fact that in the premise this ship was going to have problems. It wasn’t going to have unlimited sources of energy. It wasn’t going to have all the doodads of the Enterprise. It was going to be rougher, fending for themselves more, having to trade to get supplies that they want. That didn’t happen. It doesn’t happen at all, and it’s a lie to the audience. I think the audience intuitively knows when something is true and something is not true. Voyager is not true. If it were true, the ship would not look spic-and-span every week, after all these battles it goes through. How many times has the bridge been destroyed? How many shuttlecrafts have vanished, and another one just comes out of the oven? That kind of bullshitting the audience I think takes its toll. At some point the audience stops taking it seriously, because they know that this is not really the way this would happen. These people wouldn’t act like this.”

„Das Thema hat eine Menge Möglichkeiten. Bevor es ausgestrahlt wurde, war ich auf einer Fanversammlung in Pasadena, wo Sternbach und Okuda auf der Bühne waren und Fragen von Fans über das neue Schiff beantworteten. Es war alles sehr technisch, und sie sprachen von der Tatsache, dass man davon ausgehen konnte, dass dieses Schiff Probleme haben wird. Es würde keine unerschöpfliche Energiequelle haben. Es würde nicht die ganzen Dinger haben, die die Enterprise hat. Es würde härter werden, man muss für sich selbst sorgen und Vorräte erhandeln, die man braucht. Das ist nicht passiert. Es ist gar nicht passiert und das ist eine Lüge dem Publikum gegenüber. Ich glaube, das Publikum merkt unterschwellig, wenn etwas wahr ist und wenn etwas nicht wahr ist. Voyager ist nicht wahr. Wenn es wahr wäre, würde das Schiff nicht jede Woche tiptop aussehen, nach all den Kämpfen, die es ausfechten musste. Wie oft wurde die Brücke zerstört? Wie viele Beiboote sind verschwunden, und ein neues wird einfach aus dem Ofen gezaubert? Diese Art, das Publikum zu verarschen, fordert seinen Tribut, denke ich. Irgendwann hört das Publikum auf, das alles ernst zu nehmen, weil es weiß, dass es so nicht läuft. Die Leute würden sich nicht so verhalten.“

Moore schrieb die ersten beiden Episoden der neuen Serie selbst, davon gewann die Episode namens 33 Minuten den Hugo Award im Jahr 2005 für die „Beste Dramatische Präsentation“. Es war der zweite Hugo, den Moore in seiner Karriere erhielt. 2007 wurde Moore nochmals für einen Emmy nominiert, diesmal für die Episoden Okkupation und Am Abgrund, die zusammen die dritte Staffel einleiteten.
Nach dem Erfolg von Battlestar Galactica verkündete der Sci-Fi Channel im April 2006, dass Moore und David Eick einen Ableger namens Caprica produzieren würden und der Drehbuchautor der Serie 24, Remi Aubuchon, ebenfalls mit von der Partie sein wird. Die Serie spielt etwa 50 Jahre vor Battlestar Galactica und handelt von der Erschaffung der Zylonen.
Der Pilot von Caprica lief im Januar 2009 im Sender Syfy und die Serie wurde 2010 nach nur einer Staffel wieder eingestellt.

### NachBattlestar Galactica
Moore arbeitete an dem Drehbuch für ein Remake des Films Das Ding aus einer anderen Welt von John Carpenter aus dem Jahr 1982. Welches jedoch 2009 von Eric Heisserer umgeschrieben wurde. Die Produktion begann im März 2010 und wurde Oktober 2011 veröffentlicht.

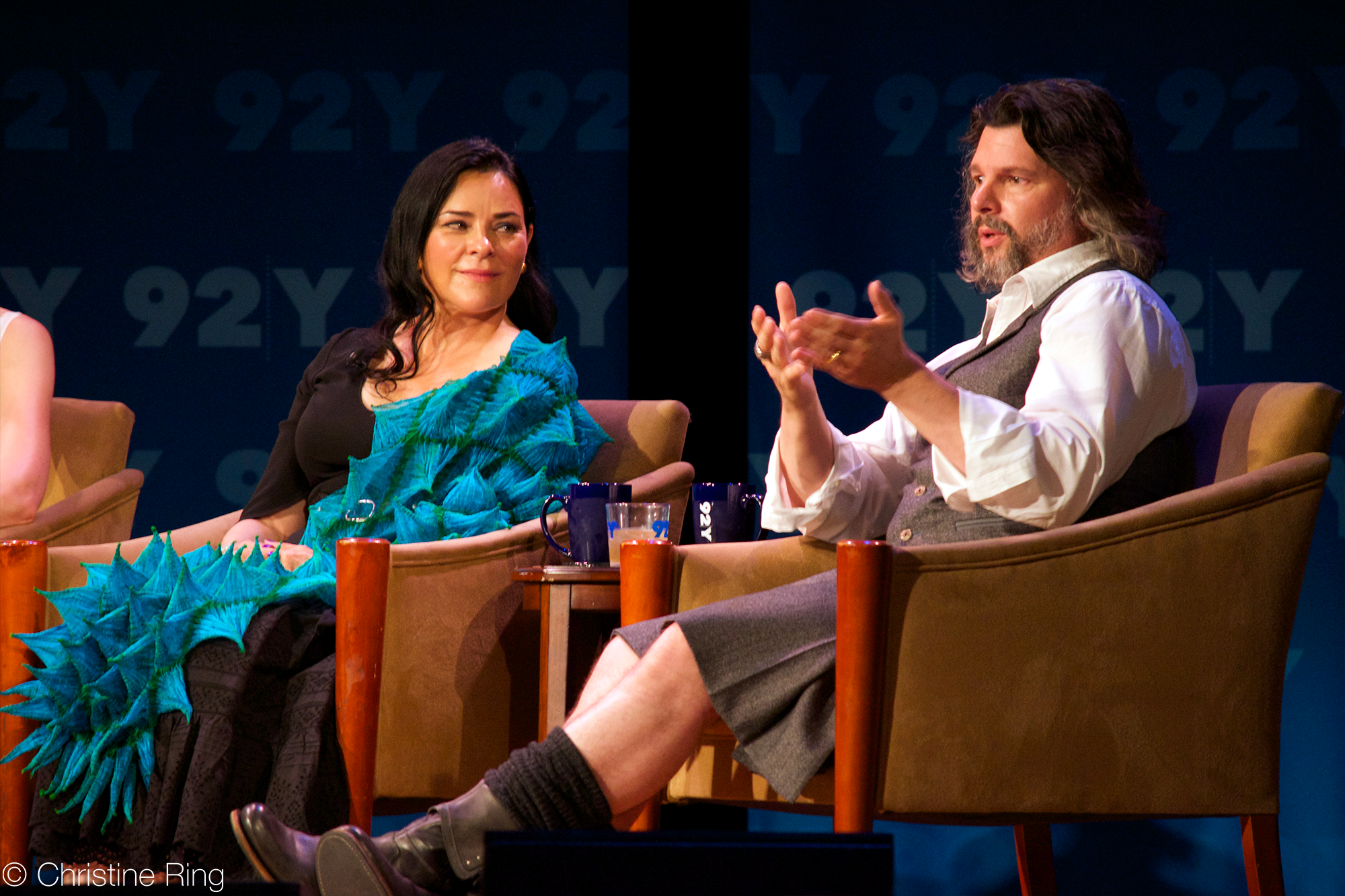
Ronald D. Moore und Diana Gabaldon bei der Premiere der Fernsehserie Outlander (2014)

Moore war in den Streik der Drehbuchautoren im Jahr 2007 verwickelt, der auch unter anderem von Battlestar Galactica ausging. Der Grund war, dass Battlestar Galactica, wie beispielsweise auch Lost und Heroes, einen relativ großen Anteil der Umsätze mit den Verkäufen von DVDs und Ausstrahlungen über das Internet macht. Diese Umsätze zählten jedoch nicht zu den Einschaltquoten. Drehbuchautoren erhalten jedoch oft einen Bonus für hohe Einschaltquoten, so dass Moore und seine Kollegen ein niedrigeres Einkommen erzielten. Ziel der Streiks war es unter anderem, hohe Zuschauerzahlen im Internet ebenfalls zu honorieren.
Der Streik unterbrach die Dreharbeiten zur vierten Staffel der Serie. Während des Streiks empfand es Moore als unangemessen, in einem Blog mit seinen Fans zu kommunizieren, das vom Sci-Fi Channel zur Verfügung gestellt wurde. Moore nutzte daher ein privates Blog, das er auch nach Ende des Streiks weiterführte.
2009 arbeitete Moore an einem neuen Projekt namens Virtuality. Es wurde ein Pilotfilm produziert, allerdings hat das Network FOX keine weiteren Folgen bestellt. Der Pilot wurde als Spielfilm ausgestrahlt.
Seit 2014 fungiert Moore als Produzent der von ihm auch mitentwickelten Science-Fiction-Serie Outlander, die auf einer Romanreihe von Diana Gabaldon basiert. Außerdem war er 2017 und 2018 als Ausführender Produzent an der Serie Philip K. Dick’s Electric Dreams beteiligt. 2019 begann die Ausstrahlung der von mit ihm mitentwickelten und produzierten Serie For All Mankind.

## Auszeichnungen (Auswahl)
Emmy
- 1994 Nominierung für Raumschiff Enterprise – Das nächste Jahrhundert
- 2007 Nominierung für die Battlestar-Galactica-Episoden Okkupation und Am Abgrund

Hugo Awards
- 1995 Hugo Award für Raumschiff Enterprise – Das nächste Jahrhundert, Episode Gestern, Heute, Morgen
- 2005 Hugo Award für Battlestar Galactica, Episode 33 Minuten

Peabody Awards
- 2005 Peabody Award für Battlestar Galactica